# 片桐飛鳥
片桐 飛鳥（かたぎり あすか、1971年 - ）は、日本の映像作家。東京都生まれ。日本大学芸術学部写真学科卒業。

## 作品一覧

### みんなのうた
- ◆は、5分間1曲枠の楽曲（ロングのうた）。
- 1.遠い夏休み / 杏子（1999年8月・9月放送）
- 2.この胸おいで… / サンドイッチ（1999年10月・11月放送）◆
- 3.だけど I LOVE YOU / オユンナ（2000年2月・3月放送）◆
- 4.はる なつ / 茂森あゆみ（2000年6月・7月放送）◆
- 5.花になる / 夏川りみ（2000年10月・11月放送）◆

### パブリック・コレクション
サンフランシスコ近代美術館（アメリカ、サンフランシスコ）
ニューメキシコ・アーツ（アメリカ、ニューメキシコ州サンタフェ）

### 作品集
2007年『Light Navigation』アートデザインパブリッシング（日本）

## 個展
- 2001年「KAZE」art cocoon（東京）
- 2002年「Pacific+」Wall Art Gallery（東京）
- 2002年「THE SEA」art cocoon（東京）
- 2003年「kuon+」P.G.I（東京）
- 2005年「Light Navigation」 P.G.I（東京）
- 2011年「Light Navigation」TAI Gallery（アメリカ、サンタフェ）
- 2016年「Multiverse」KANA KAWANISHI GALLERY（東京）
- 2019年「光と今—Photon Superposition」KANA  KAWANISHI PHOTOGRAPHY（東京）

## グループ展
- 2005年「光と影－はじめに、ひかりが、あった」東京都写真美術館 （東京）
- 2008年「セカンド・ネイチャー」21_21 DESIGN SIGHT（東京）
- 2013年「うえだ好き」植田正治写真美術館（鳥取）
- 2017年「光‐身近に潜む科学とアート‐」東広島市立美術館 （広島）

## 映像作品
- 1994年 「真夜中の王国」番組イメージ NHK-BS
- 1997年 「真夜中の王国」番組オープニング NHK-BS2
- 1998年 「ワイド東京」イメージ・グラフィック NHK-BS2
- 1999年 「遠い夏休み」<みんなの歌>NHKハイビジョン・総合放送
- 2000年 「花になる」<みんなの歌>NHKハイビジョン・総合放送
- 2001年 「ミュージックラウンジ」NHK-BS2